# Hamilton City (Kalifornija)
Hamilton City je naseljeno područje za statističke svrhe u američkoj saveznoj državi Kalifornija. Prema popisu stanovništva iz 2010. u njemu je živjelo 1.759 stanovnika.